# Stanisław Tarnowski (krajoznawca)
Stanisław Tarnowski (ur. 21 kwietnia 1909 w Łodzi, zm. 13 października 1980 tamże)    polski ekonomista, działacz krajoznawczy Polskiego Towarzystwa Turystyczno-Krajoznawczego (PTTK).

## Praca zawodowa
Był dyrektorem kilku kolejno łódzkich przedsiębiorstw, przed przejściem na emeryturę w 1974 był dyrektorem Łódzkiego Przedsiębiorstwa Robót Telekomunikacyjnych.
Uczestnik wojny obronnej 1939. II wojnę światową spędził w niewoli niemieckiej.
Lodzianista, fotograf krajoznawca, autor opracowań przyczynkarskich do historii Łodzi, szczególnie dotyczących walk narodowo-wyzwoleńczych.

## Działalność społeczna w krajoznawstwie
Do PTTK wstąpił w 1957. W latach 1958–1964 był przewodniczącym Oddziałowej Komisji Kół Zakładowych PTTK.
W latach 1964–1972 pełnił funkcję prezesa Zarządu Łódzkiego Oddziału PTTK.
W latach 1966–1971 był członkiem Prezydium Zarządu Głównego PTTK.
Od 1971 do śmierci był członkiem redakcji Biuletynu PTTK w Łodzi (obecnie „Wędrownik”).
W 1975 był jednym z głównych organizatorów obchodów w Przedborzu 550-lecia nadania tam praw miejskich Łodzi zainicjowanych przez Koło Przewodników Łódzkiego Oddziału PTTK. W uznaniu jego zasług przy organizacji tej imprezy otrzymał tytuł Honorowego Członka Koła Przewodników PTTK w Łodzi.
Od 1976 był przewodniczącym Oddziałowej Komisji Ochrony Przyrody.
W 1979 zorganizował Oddziałowy Sztab Służby Kultury Szlaku.

## Odznaczenia
- Złoty Krzyż Zasługi,
- Krzyż Kawalerski Orderu Odrodzenia Polski,
- Złota Odznaka „Zasłużony Działacz Turystyki”,
- Złota Honorowa Odznaka PTTK,
- Honorowa Odznaka Miasta Łodzi
- odznaczenia związkowe i resortowe.

Zginął 13 października 1980 w wypadku samochodowym u zbiegu ulic H. Sienkiewicza i Głównej (ob. al. marsz. J. Piłsudskiego)
Pochowany na Starym Cmentarzu przy ul. Ogrodowej w Łodzi